# 奈良平博史
奈良平 博史（ならひら ひろし、1958年11月5日 - ）は、日本の国土交通官僚。駐ブルガリア特命全権大使を歴任。

## 人物・経歴
大阪府出身。灘高等学校卒業。1982年東京大学法学部卒業、運輸省入省。1989年ハーバード大学ケネディ行政大学院修了 、1990年スタンフォード大学経営大学院修了。1998年外務省在英国日本国大使館一等書記官、同参事官。2005年国土交通省自動車交通局貨物課長。2007年国土交通省航空局国際航空課長。2009年国土交通省総合政策局政策課長。2010年国土交通省大臣官房参事官（航空局（国際）担当）、2011年国土交通省大臣官房審議官（航空局（国際）担当）、2013年国土交通省総合政策局次長を経て、2015年国土交通省国際統括官。2017年より国土交通審議官を務め、インフラシステム輸出戦略を進めるなどした。2018年三井住友海上火災保険顧問。2020年駐ブルガリア特命全権大使。2023年11月10日、駐ブルガリア特命全権大使を辞任した。2024年2月日本経済研究所理事、運輸総合研究所運営委員会委員。